# Hauptpost Frankfurt (Oder)
Die ehemalige Kaiserliche Oberpostdirektion ist ein Gebäude-Ensemble in der Altstadt von Frankfurt (Oder), gebaut in den Jahren von 1899 bis 1902, ursprünglich mit Hauptpostamt, Paketpostamt, Telegraphenamt, Telegraphenzeugamt und Oberpostkasse. Trotz starker Veränderungen über die Zeit hinweg ist der denkmalgeschützte repräsentative Baukomplex ein Beispiel für den Anspruch der preußischen Staatsbauten um die Jahrhundertwende von 1900.

## Geschichte

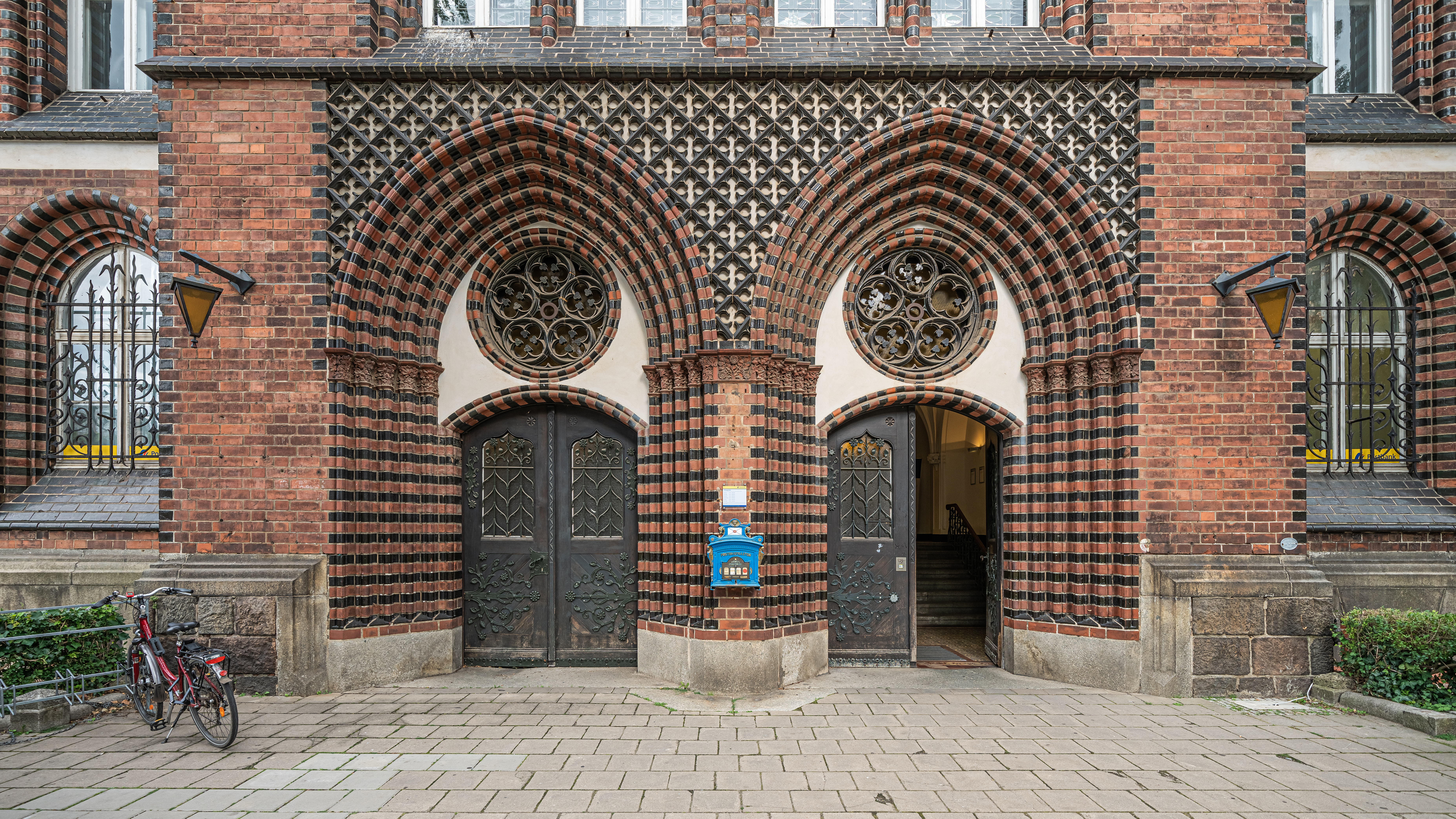
Eingangsportal

Mit der Aufnahme des Postkurses Berlin-Breslau bestand seit 1661 eine Posteinrichtung in Frankfurt (Oder).
Seit 1821 hatte die Post ihren Sitz im ehemaligen Kommandantenhaus in der Oderstraße. 1876 wurden Generalpostamt und die Generaldirektion der Telegraphen aus dem bis dahin übergeordneten Reichskanzleramt gelöst und zur Reichs-Post- und Telegrafenverwaltung als eigenständige oberste Reichsbehörde unter Generalpostmeister Heinrich Stephan zusammengefasst. 1880 erfolgte die Umbenennung der obersten Postbehörde in Reichspostamt. Die Oberpostdirektionen, deren drittgrößte die in Frankfurt war, bildeten die Mittelbehörden. Auch wurde durch die Bauverwaltung der Reichspost unter August Kind zwischen 1875 und 1890 ein Bauprogramm ins Leben gerufen, das die Bedeutung der Post angemessen zum Ausdruck bringen sollte. Der Ende des 19. Jh. aus Raummangel für die Frankfurter Oberpostdirektion dringend erforderliche Neubau sollte auf einem großen Grundstück möglichst in der Nähe des Regierungspräsidiums (seit 1991  Universität) errichtet werden. Am 30. März 1897 unterzeichnete Heinrich Stephan die Genehmigung zum Ankauf der Privatgrundstücke am heutigen Standort.
Seit 1891 war das Telefonnetz der Stadt betriebsbereit, das während der Amtszeit von Bürgermeister Paul Adolph ebenso wie das neogotische Post- und Telegrafengebäude 1902 entstand.

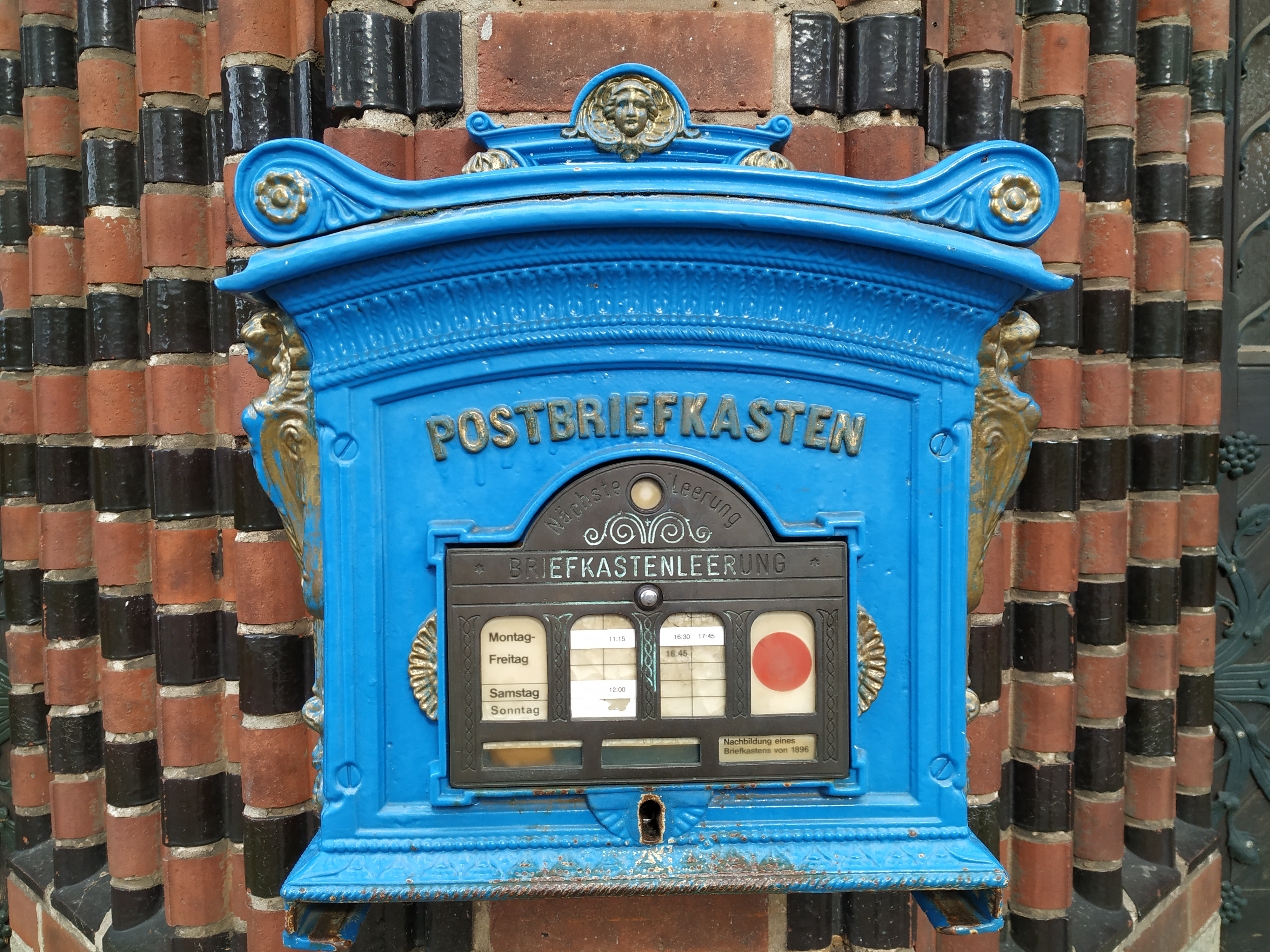
Briefkasten-Replikat von 1896 am Eingangsportal

Die Aufstellung des allgemeinen Bauplans erfolgte durch den Geheimen Oberpostbaurat Ernst Hake, seine Ausarbeitung und Umsetzung durch den Architekten Freiherrn von Rechenberg. Das Postgebäude besteht aus zwei großen Baukörpern, zwischen denen der Posthof liegt. Im Hauptgebäude an Linden- und Logenstraße waren Brief- und Geldverkehr, Telegraphen- und Fernsprechamt, Oberpostdirektion und Dienstwohnungen untergebracht, in dem Nebengebäude an der Logenstraße der Paketverkehr und die Telegraphenmaterialverwaltung. Südlich davon entstanden drei Wagenhallen, im Südosten ein Garten für den Oberpostdirektor. Hier steht die in Erinnerung an Heinrich von Stephan gepflanzte »Stephan-Linde«; der zugehörige Granitfindling mit Widmungsinschrift seit 1989 nördlich des Haupteingangs an der Lindenstraße.
1920 hatte die Stadt Frankfurt 1.500 Fernsprechanschlüsse, die alle über oberirdische Leitungen mit dem Hauptpostgebäude verbunden waren. Im Frühjahr 1924 wurde mit dem Bau eines Gebäudes für die Deutsche Reichsbahn als Sitz der Direktion Ost in der damaligen Logenstraße 12 (Ecke Logenstraße / Große Scharrnstraße) begonnen und am 18. Juli 1925 fand die offizielle Einweihung statt. Das Gebäude bestand aber nur bis zum Zweiten Weltkrieg: es wurde zerstört und danach nicht wieder aufgebaut. Am 10. April 1927 wurde ein Wählamt eingerichtet, die Zahl der Telefonanschlüsse stieg auf 3.000 und es wurde begonnen, die Leitungen unterirdisch zu verlegen.
Im Verlauf des Jahres 1945 zum Kriegsende erfolgte die Verlegung der Postbehörde nach Luckau (Niederlausitz).
Nach dem Zusammenbruch wurde der Postdienst nur schrittweise nach den Bestimmungen der Besatzungsmächte wieder aufgenommen. Die Aufnahme der verschiedenen Dienste vollzog sich im Laufe des Jahres 1945 jedoch in den Besatzungszonen und selbst innerhalb der OPD-Bezirke nicht einheitlich und gleichzeitig. Vielmehr bestehen in dieser Beziehung erhebliche Unterschiede.
Mit der Gründung der DDR wurde die Deutsche Post durch das Ministerium für Post- und Fernmeldewesen der DDR (MPF) geleitet und damit mit der territorialen Gliederung in Bezirke wurde auch in Frankfurt (Oder) eine Bezirksdirektion der Deutschen Post (BDP) eingerichtet.
Zum 3. Oktober 1990 wurde im Zuge der „Deutschen Wiedervereinigung“ gemäß Artikel 27 des „Einigungsvertrages“ die Deutsche Post mit der Deutschen Bundespost verschmolzen. Im „Beitrittsgebiet“ wurden anstelle von Oberpostdirektionen im Bereich Post verschiedene Direktionen Postdienst, bei der Postbank die Zentralstelle „Postbank“ und die Niederlassungen Postbank und im Bereich Fernmeldedienst die Direktionen Telekom eingerichtet.

## Gebäude

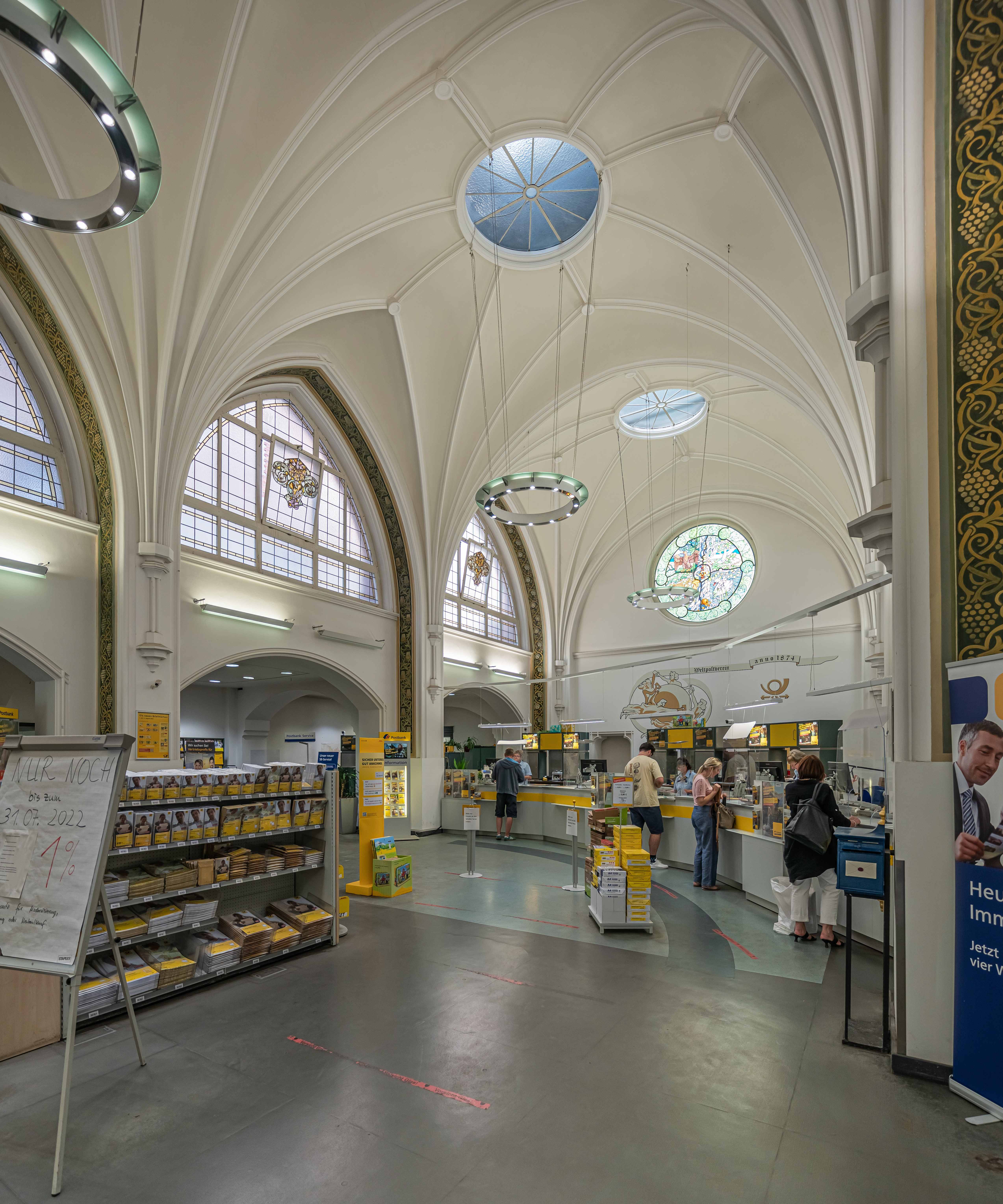
Schalterhalle

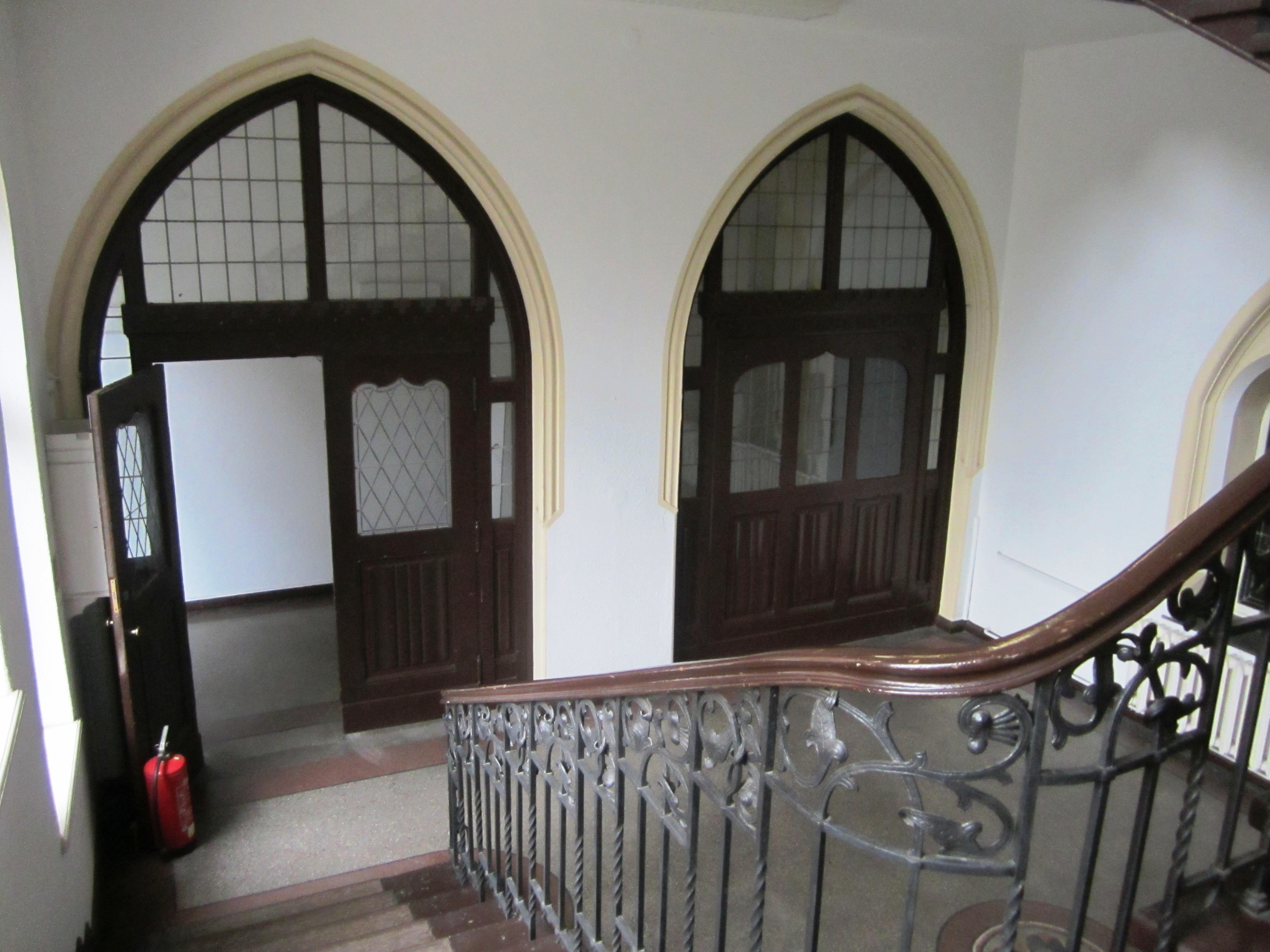
Hauptpost, Aufgang zur Präsidentenwohnung

Die Oberpostdirektion Frankfurt (Oder) hatte nacheinander seit der Einrichtung auf königlichen Erlass in Preußen ab 1. Januar 1850 bis zum Ende der Bundespost am 1. Januar 1995 zwei Standorte im Stadtgebiet: Zunächst das Kommandanten-Haus in der Oderstraße 27 und 1899 wurde mit dem Neubau der Hauptpost am damaligen Wilhelmsplatz, das nach Vorbildern der Bauabteilung im Reichspostamt Berlin begonnen und 1902 abgeschlossen werden konnte.
Das Gebäude der ehemaligen Kaiserlichen Oberpostdirektion ist ein um zwei Innenhöfe gruppiertes dreigeschossiges Hauptgebäude mit durch Dachhäuser gegliederten Satteldächern. Die neogotischen klinkerverblendeten Schaufassaden sind durch reiches Maßwerk belebt und mit einem zinnenartigen Aufsatz abgeschlossen. Das Sockelgesims und die Kellerfenstereinfassungen sind aus schlesischem Granit, die roten Klinker in der Größe mittelalterlicher Backsteine. Den Kontrast bilden helle geputzte Wandflächen sowie die dunkelgrünbraunen Formsteine der Fenster- und Türlaibungen. Risalite durch rosettengeschmückte Staffelgiebel hervorgehoben. Die stumpfwinklige Ecke Logen- und Lindenstraße durch ein Portal mit akanthusgeschmückten Wimpergen, eine Uhr im Giebel und einen schlanken Dachreiter mit Glocke betont.

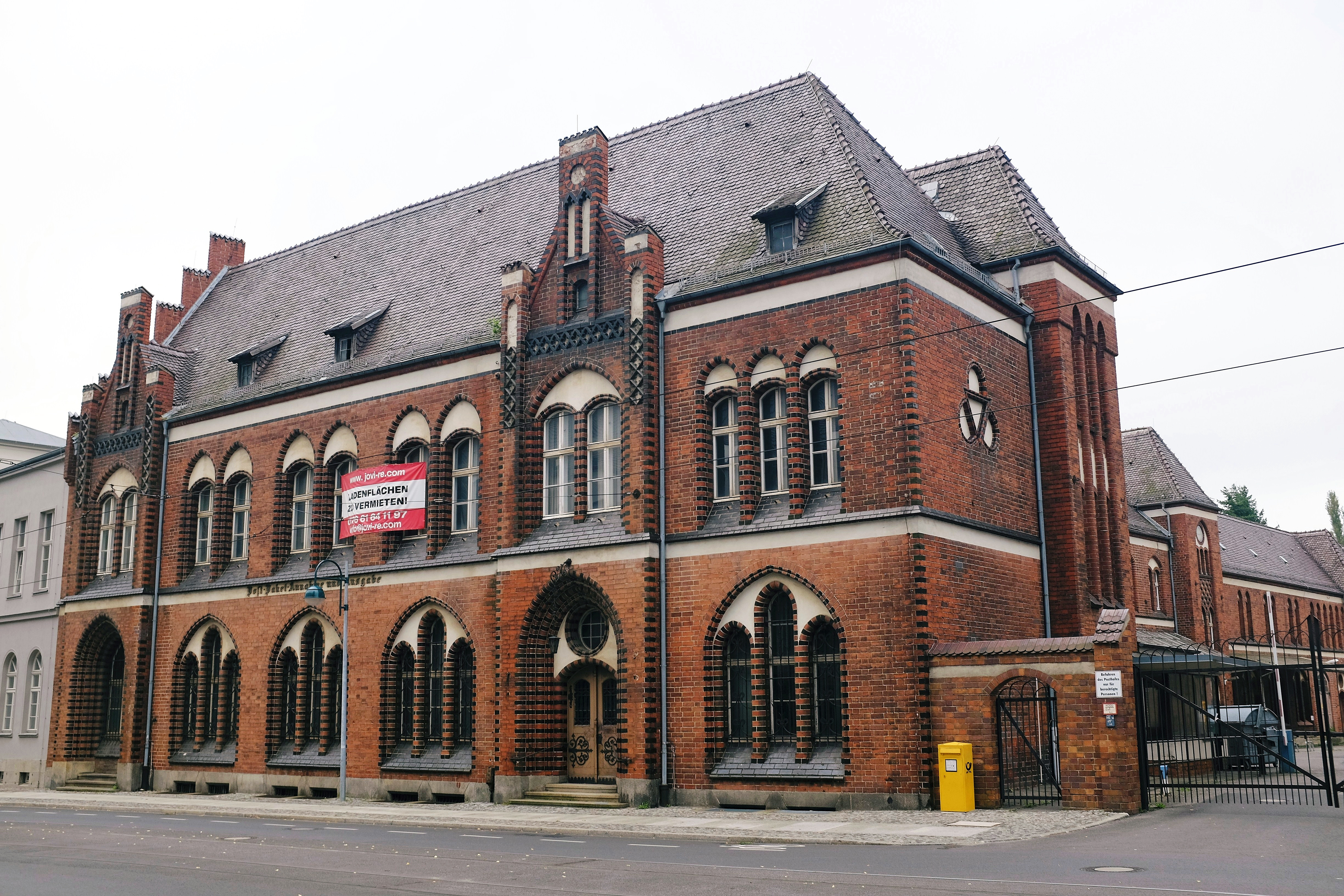
Post-Paket Annahme und Ausgabe

An der Lindenstraße der Hauptzugang mit einem Doppelportal und einer großen Durchfahrt. Zum Heilig-Geist-Hospital ein über zwei Geschosse reichender Erker, dessen Dach mit grünglasierten Ziegeln gedeckt ist. Der freistehende, im Abschluss Treppengiebel mit neogotischem Klinkerdekor gestaltet.
Bemerkenswert ist das weitgehend ursprüngliche Innere. Zahlreiche Dienstzimmer sind mit Parkett, andere Räume mit farbigen Fußbodenfliesen ausgelegt. Durchfahrt, Schalterhalle und Vorhalle besitzen Sterngewölbe, ein Teil der Flure ist kreuzgratgewölbt. Ein Raum weist ein Netzgewölbe auf. Treppenhaus und Treppe des Eckaufgangs sowie das südlich der Schalterhalle liegende Treppenhaus, das zur Wohnung des Postpräsidenten führte, sind mit unterschiedlichen Gewölbeformen und schmiedeeisernen Geländern repräsentativ ausgestattet. Die durch hochliegende große Fenster natürlich belichtete Schalterhalle liegt in einem eigenen Bautrakt. Im Innern hat sie eine aufwendige, an Sakralbauten erinnernde farbenprächtige Wandfassung, wie freigelegte Partien zeigen. Der Sitzungssaal über dem Haupteingang ist mit geschnitzter Wandtäfelung und Pfeilerverkleidungen aus Eichenholz ausgestattet.
Die südlich anschließenden Wohnräume des Postdirektors sind mit stuckierten Decken ausgestattet. Erhalten sind fast alle Fenster und Türen mit einer an Zinnen erinnernden Verdachung. Ebenso erhalten sind die Türen zum Dachgeschoss und die hölzernen Einhausungen der Hydrantenanschlüsse in den Fluren in neogotischen Formen.